# Zhāng Xiǎoguāng
Zhāng Xiǎoguāng, in cinese semplificato 张晓光, in cinese tradizionale 張曉光 (Liaoning, maggio 1966), è un astronauta cinese.

## Biografia
Zhāng è nato nella provincia Liaoning. Prima di essere selezionato come taikonauta era comandante squadrone della Forza Aerea della Cina (PLAAF), accumulando più di 1000 ore di volo al 2004. È stato selezionato come taikonauta della Agenzia spaziale cinese (CNSA) il 5 gennaio 1998 per far parte del primo Gruppo di selezione cinese. Nel 2012 era stato assegnato all'equipaggio di riserva della Shenzhou 9 e poi come membro dell'equipaggio principale della Shenzhou 10. Dopo 15 anni di addestramento, è partito per la sua prima missione spaziale l'11 giugno 2013 dal Centro spaziale di Jiuquan a bordo di un lanciatore Lunga Marcia 2F. Durante la missione il suo compito era quello di assistere il comandante durante le fasi più critiche del volo, cioè durante l'attracco e lo sgancio manuale con la Tiangong-1. Dopo due giorni di volo, si è attraccato per la prima volta alla Stazione cinese e restandoci 10 giorni durante i quali ha svolto esperimenti in vari campi scientifici. Il 26 giugno è atterrato nel territorio della Mongolia Interna. Ha accumulato 14 giorni e 14 ore di volo spaziale.